# 아마미청개구리
아마미청개구리(학명: Zhangixalus amamiensis)는 산청개구리과에 속하는 개구리로 일본 아마미오섬과 도쿠노섬을 중심으로 한 아마미제도에 서식하는 고유종이다. 과거에는 오키나와청개구리의 아종으로 여겨졌으나 현재는 독립된 종으로 분리되었다.

## 분포
일본（아마미오섬、도쿠노섬、가케로마섬、우케섬、요로섬）고유종

## 형태
등부분의 색상은 푸른빛을 띈 황녹색이지만 암녹색에서 갈색에 이르는 등 다양한 색이 있다. 학명의amamiensis는「아마미오섬의」라는 의미이다. 눈의 색상은 황색 또는 황녹색
수컷은 4.5~5.6cm정도이며, 암컷은 6.5~7.7cm이다.

## 생태
평지에서부터 산지에 걸쳐있는 삼림지대에 주로 서식한다.
번식기는 12월에서 다음해 5월이며 논이나 물웅덩이 주변의 풀이나 땅속에 하얀거품으로 된 알을 산란한다.